# F+W C-3605
F+W C-3605
C-3605
- 用途：標的曳航機
- 製造者：Farner Werke
- 運用者：スイス空軍
- 初飛行：1968年8月19日
- 生産数：24機
- 運用開始：1971年
- 退役：1987年

F+W C-3605（Schlepp シュレップ：曳航）は、1971年から1987年にかけてスイス空軍で運用された 標的曳航機である。本機は1960年代後半に1972年にFarner Werke (F+W)と改称されたスイス連邦製造工廠（EKW）により既存のC-3603地上攻撃/標的曳航機の改装型として開発された。1968年に試作機の改装が成功すると1971年から1973年にかけて23機の改装が行われ、現在でも個人所有機として飛行している機体がある。

## 開発

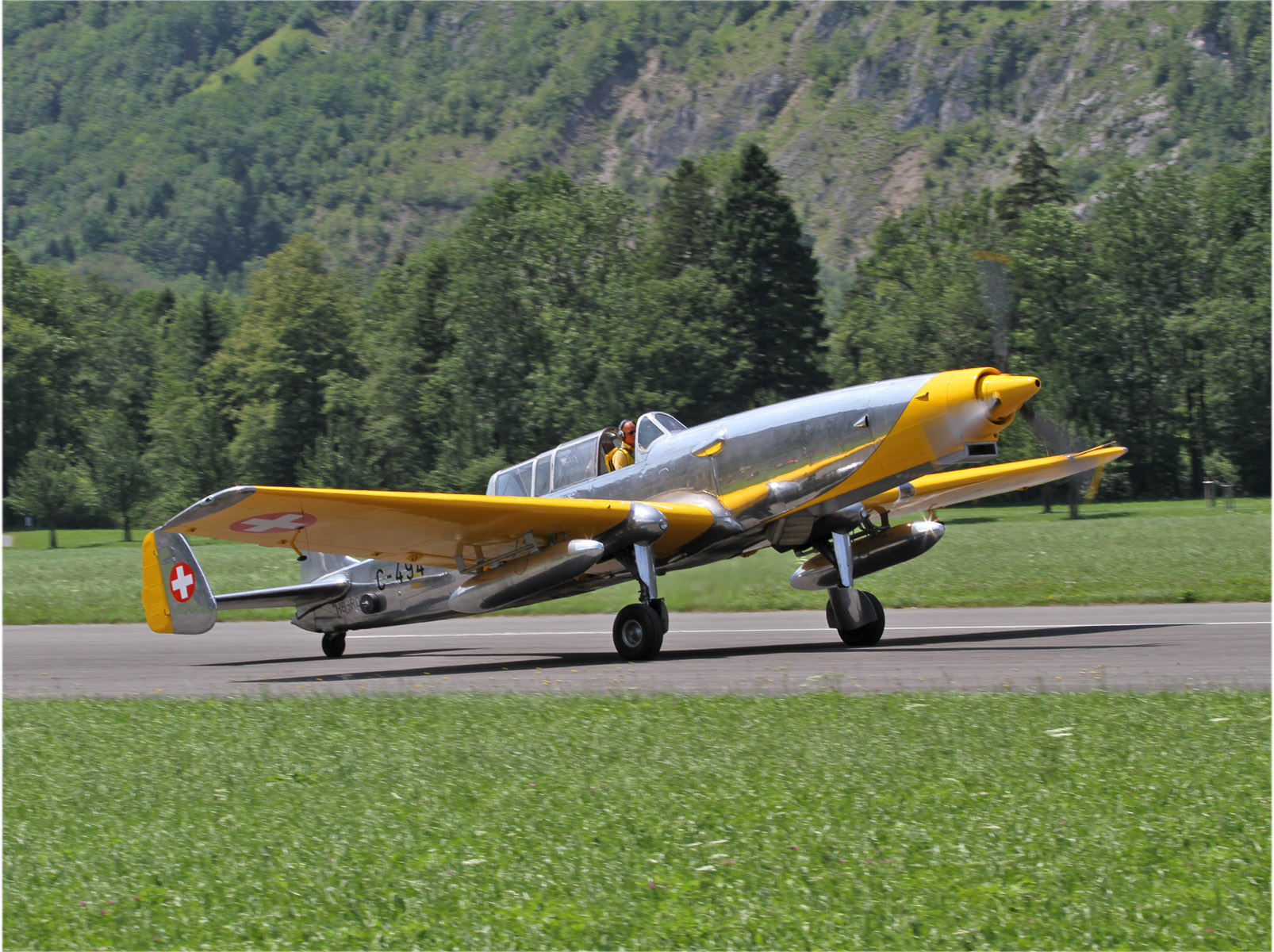
C-3605 HB-RDB

1967年にスイス空軍は、装備機のC-3603-1標的曳航機の残余機体寿命を約10年延長させることを決定したが、装着されているイスパノ・スイザ製レシプロエンジンは消耗の限界に近く、予備の在庫も乏しかった。C-3603-1は、メッサーシュミット Bf109の設計に影響された第二次世界大戦時の地上攻撃機の設計を基にしていた。
代替機を探すために様々な機種の外国製航空機が評価されたが、1965年に最も経済効率の良い解決策として既存の機体に近代的なターボプロップエンジンを装着することが決められた。それに従いジャン＝ピエール・ヴィーベル（Jean-Pierre Weibel）指揮の下でC-3603の第102号機をC-3605の試作機に改装する作業が開始された。
代替エンジンとして選択されたのはライカミング T53-L-7 ターボプロップエンジンであった。これはC-3603のピストンエンジンよりも遥かに軽量で、改装点には重心位置を維持するために機首を1.82メートル (6.0 ft)延長することが含まれていた。機体のその他の部分は本質的に手付かずで残された。初期飛行テストは1968年8月19日に開始され、テスト期間中に3枚目の垂直尾翼が必要なことも判明した。

## 運用の歴史
飛行テストでC-3605の試作機は満足のいく飛行特製を有していることが示し、23機のC-3603がC-3605仕様に改装された。C-3605は1971年から1973年1月にかけてF+Wにより納入された。スイス空軍に就役している期間C-3605は通常目立つ黄色と黒のストライプという視認性の高い塗装を施されていた。
C-3605は期待された10年の機体寿命を越える期間標的曳航の任務に専念したが、1980年代半ばに古い機体が機体疲労の兆候を見せ始めたことにより1987年にこの機種を退役させる決定がなされた。残存機は売却され、標的曳航任務はピラタス PC-9を改装した機体に代替された。

## 現存機
C-3605は、スイス デュベンドルフの航空博物館（Flieger Flab Museum）やカリフォルニア州 チノのプレーンズ・オブ・フェイム航空博物館といった幾つかの博物館に展示されている。C-3605は、民間所有車の間では"大戦機"として人気である。

## 運用
スイス
- スイス空軍

## 要目
(C-3605)
- 乗員：2名（操縦士とウインチ操作員）
- 全長：12.03 m (39 ft 6 in)
- 全幅：13.74 m (45 ft 1 in)
- 全高：4.05 m (13 ft 3 in)
- 翼面積：28.70 m2 (308.9 sq ft)
- アスペクト比：6.58
- 翼面荷重：129 kg/m² (26 lb/sq ft) 最大離陸重量で
- 空虚重量：2,634 kg (5,807 lb)
- 全備重量：3,300 kg (7,275 lb)
- 最大離陸重量：3,716 kg (8,192 lb)
- 出力重量比：3.38 kg/shp (7.45 lb/shp) 最大離陸重量で
- 燃料搭載量：510 リットル (110 imp gal; 130 US gal)
- エンジン：1 × ライカミング T53-L-7 ターボプロップエンジン 、820 kW (1,100 shp)
- プロペラ：3枚ブレード ハミルトン・スタンダード製53C51、直径3.05 m (10 ft 0 in)
- 最大速度：432 km/h (268 mph; 233 kn) at 3,050 m (10,010 ft)
- 巡航速度：420 km/h (260 mph; 230 kn)
- 失速速度：98 km/h (61 mph; 53 kn) フラップ下げ
- 超過禁止速度：600 km/h (370 mph; 320 kn)
- 巡航高度：10,000 m (32,808 ft)
- 航続距離：980 km (609 mi; 529 nmi) 10%の予備含む
- 上昇率：12.5 m/s (2,470 ft/min)
- 武装：
  - SZW 52 標的曳航ウインチ、2,000 m (6,600 ft) 曳航索：補給コンテナ[4]又は煙幕発生器用の主翼下2箇所のハードポイント
- アヴィオニクス：
  - 28V DC電気システム：完全計器飛行用機器